# フラーケン
フラーケンは、アニメ「宇宙戦艦ヤマトシリーズ」の登場人物。声優は大木民夫（『宇宙戦艦ヤマトIII』）、中田譲治（『宇宙戦艦ヤマト2199』『宇宙戦艦ヤマト2202 愛の戦士たち』）、高瀬右光（『宇宙戦艦ヤマト2205 新たなる旅立ち』）。

## 宇宙戦艦ヤマトIII
ガルマン・ガミラス東部方面軍司令長官ガイデルの部下で、次元潜航艇艦隊を率いる猛将。「ガルマンウルフ」の異名を持ち、ガルマン・ガミラス東部方面軍（もしくはガイデル）の切り札としても知られている。シリーズ中、ヤマトに完勝を収めた数少ない人物。
太く長い眉毛と口髭を蓄え、険しい目つきが特徴。マントの形状は他のガルマン・ガミラス将校とは違い、首には黄色のスカーフを巻いている。また、ベルトのバックルの模様も若干異なっている。ヤマトはもとより地球のことも知らなかったことから、ガルマン民族出身であることがうかがえる。
なお、表記や呼称には揺れが生じており、資料によっては「フラーゲン」と表記されているほか、第14話では「少佐」と呼称されたのに対し、第15話では「大佐」と呼称されている。
元々は『宇宙戦艦ヤマト2』において設定が存在したガミラス人のフランケン（同作第3話に登場したシー・フラーゲの原型となるキャラ）の再利用として、出渕裕が次元潜航艇と一緒に提案したキャラクターである。

### 劇中での活躍
第14話・第15話に登場。東部方面軍前線司令本部に召喚された後、ガイデルの命令を受けて次元潜航艇10隻を率い、出撃する。
次元潜航艇艦隊を手足のように使ってヤマトを攻め、ヤマトが亜空間ソナーを使い始めると一部の味方艦を陽動としてヤマト自身の攻撃によって亜空間ソナーを撹乱させ、その隙に接近して至近距離から亜空間魚雷を浴びせるといった、優秀かつ冷徹な戦い方を見せる。その後も戦いの主導権を握り続け、最終的にはヤマトを東部方面軍前線司令本部たる大型機動要塞のいる宙域へ誘い込み、ガイデルのヤマト鹵獲作戦を成功させる。

## リメイクアニメシリーズ
「ヴォルフ・フラーケン」というフルネームが設定され、一等ガミラス人として登場する。年齢は地球年齢に換算して34歳相当。容姿は、『ヤマトIII』のものより襟足が短いが前髪は多く眉毛が細くなっているほか、軍服は青基調でスカーフの色は紅褐色へ変更されており、マントは着用していない。
航宙艦隊総司令ガル・ディッツ子飼いの部下で、次元潜航艦 UX-01の艦長を務める。階級は中佐。
ガミラス軍の中でも「亜空間戦闘で右に出る者はいない」と評されており、その風貌と臨機応変に操る自艦で獲物を仕留める戦術から、「猟犬」とあだ名されている。
口調と性格はかなり粗にして野だが卑ではなく、権力を笠に着た者を嫌い、時には上官を上官とも思わぬ言動も見せるため、エルク・ドメル率いるドメル幕僚団からは「扱いが難しい」と評されている。その反面、艦艇指揮官としての腕は確かと評されており、一筋縄ではいかない部下たちから全幅の信頼を寄せられている。
二等ガミラス臣民への偏見はほぼ持っていない。そのため、惑星レプタポーダではザルツ人のノラン・オシェットへ暴力をふるう第十七収容所所長の一等ガミラス人のデバルゾ・ボーゼンを殴ろうとしたこともある。また、UX-01副長のゴル・ハイニいわく「捨て犬を拾うのが好き」とのことであり、ヤマトから成り行きのままに離反することになった薮助治をザルツ人の「ヤーブ・スケルジ」と見なし、UX-01の機関士へ迎え入れている。

### 劇中での活躍（リメイクアニメ）
宇宙戦艦ヤマト2199
第13話から登場。前話で奇襲したヤマトが原始星団に隠れると、誘い出すためにデコイを使って撤退したと見せかけてヤマト側の行動を誘い、ヤマトが使用した亜空間ソナーから位置を把握して攻撃を仕掛けるが、古代進らの亜空間ソノブイで索敵プローブを逆探知・砲撃され、生じた隙に取り逃がす。以降、ミーゼラ・セレステラとミレーネル・リンケによるヤマト鹵獲作戦の支援（第14話）、ヘルム・ゼーリックによるアベルト・デスラー暗殺計画からのデスラー脱出の支援（第15話 - 第19話）、第442特務小隊によるヤマトへの潜入工作の支援（第19話 - 第20話）、ユリーシャ・イスカンダル（と間違われて拉致された森雪）の護送（第20話 - 第21話）など、物語の影で重要な役割を果たしている。第25話ではディッツの召還命令に応じないグレムト・ゲールの逮捕命令を受けてバラン星へ赴き、抵抗してきた戦艦「ゲルガメッシュ」を容赦なく撃沈する。
宇宙戦艦ヤマト2202 愛の戦士たち
第24話と最終話に登場。第24話ではヤマトを彗星帝国内に侵入させるために協力する。最終話では、他のガミラス軍人の面々とともにデスラーを敬礼で出迎えている。
当初の脚本では最終話のみの登場であり、第24話の登場シーンは絵コンテ以降に追加されたものである。そのため、バーガーと同様、現政権側であるバレル艦隊の一員として戦って間もなく何の経緯も描かれずにデスラー派に鞍替えした形になってしまっている。これに関しては続編の『2205』にて補完されており、デスラーがガミラス民主政府に接触し、ガミラス星寿命問題と移民計画のための協力関係を構築したのが『2202』最終話の頃であり、フラーケンはガル・ディッツの特命によりデスラー艦隊に合流したとされている。
宇宙戦艦ヤマト2205 新たなる旅立ち
第1話から登場。次元潜航打撃群・UX艦隊指揮官。イスカンダルの海に軟着水した移民船団を、ピンポイントでワープさせて救出する作戦の指揮を執る。
ガミラスの最新技術を駆使した艦隊を与えられるだけあってその指揮能力は極めて高く、部下「ハイニー」の２号艇がデザリアムの捕獲機に飲み込まれるという未知なるイレギュラー発生時にも即座に次元潜航の中止･散開の指示を出す等、随所にヤマトが殲滅できなかった要因がうかがえる。
部下の機関員「ヤーブ・スケルジ」が地球人であることに薄々気付いていたが、それを決して言及することなく部下として認めている。デザリアムの襲撃によってヤーブの家族の乗る移民船が巻き込まれたことで絶望の淵にいる彼に（家族生存の）希望を失わないよう促すなど上官としてだけでなく、人としても出来た一面が見られる。